# IceWM
 (septembre 2012).
Si vous disposez d'ouvrages ou d'articles de référence ou si vous connaissez des sites web de qualité traitant du thème abordé ici, merci de compléter l'article en donnant les références utiles à sa vérifiabilité et en les liant à la section « Notes et références ».

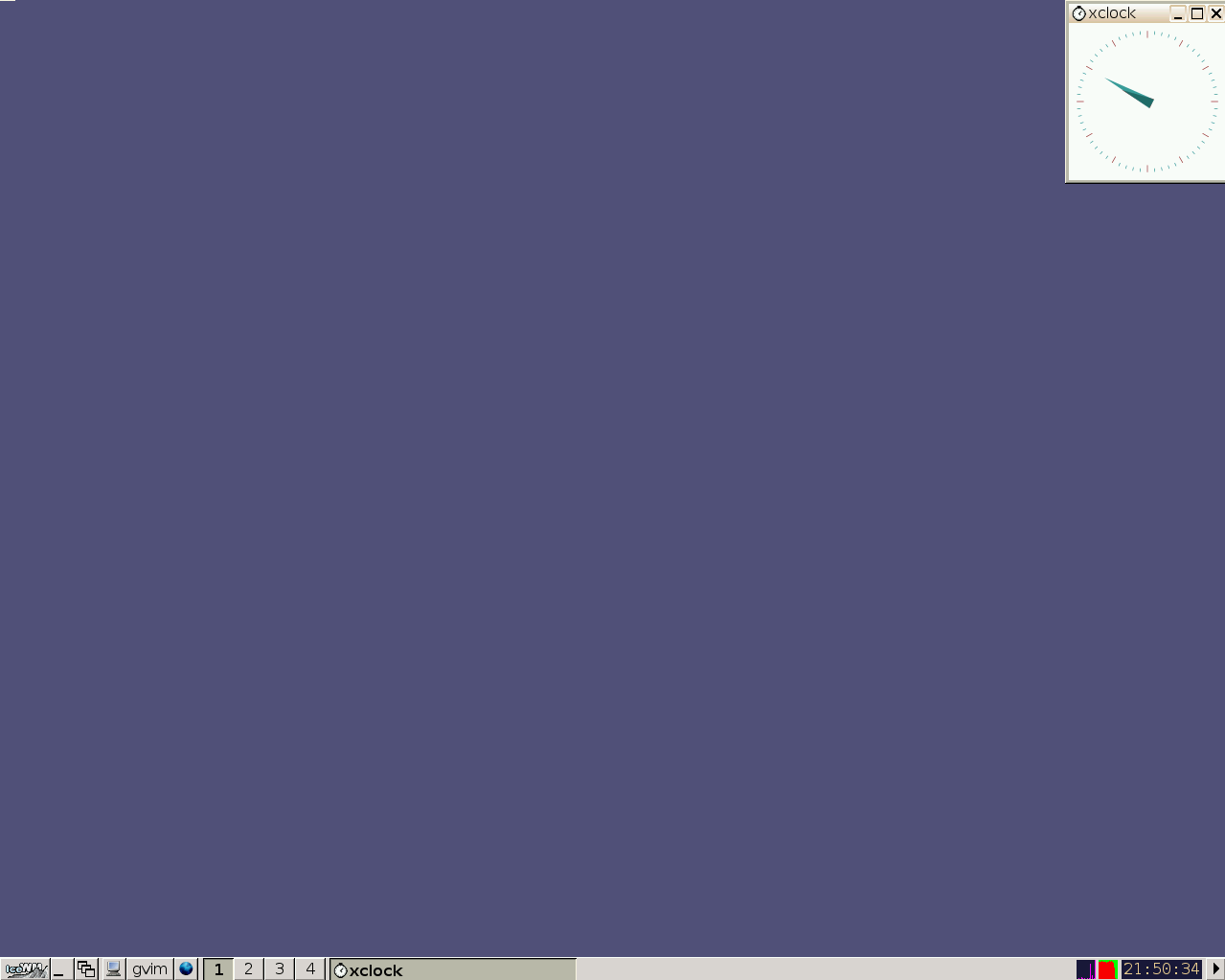
Un autre écran avec IceWM. On remarque les applications The Gimp, un terminal avec fond transparent, Xmms, Gaim (devenu depuis Pidgin) et une applet de surveillance système en fond d'écran

Dans le monde Unix, IceWM est un gestionnaire de fenêtres libre pour le système X Window. Il a été développé par le slovène Marko Maček. Il a été codé en C++ et distribué sous licence GNU LGPL. Il est relativement léger en termes d'utilisation de la mémoire et de temps de calcul processeur. Il est possible de lui appliquer des thèmes et ainsi lui donner l'apparence de Windows 95, d'OS/2 ou d'autres environnements graphiques.
L'objectif premier du projet IceWM était de créer un gestionnaire de fenêtres qui ait une apparence agréable et qui soit en même temps léger.
IceWM peut être configuré via des fichiers texte situés dans le répertoire personnel, ce qui permet de l'adapter plus facilement à ses goûts. IceWM offre en option une barre des tâches avec des menus, un affichage des différents processus ainsi que des outils de surveillance du réseau et du processeur, du courrier électronique et de l'heure. La prise en charge officielle des menus GNOME et KDE est disponible dans un paquet séparé.
Pour configurer graphiquement IceWM, il existe les outils « iceme » et « icepref ».

## Exemples d'utilisation
Le Eee PC de Asus intègre par défaut une distribution Xandros et un gestionnaire icewm dont l'interface a été rendue grandement accessible.

## Applications
- ROX-Filer : gestionnaire de fichiers
- Dillo : navigateur web (très léger)
- ImageMagick : Visualiseur d'images

## Captures d'écran

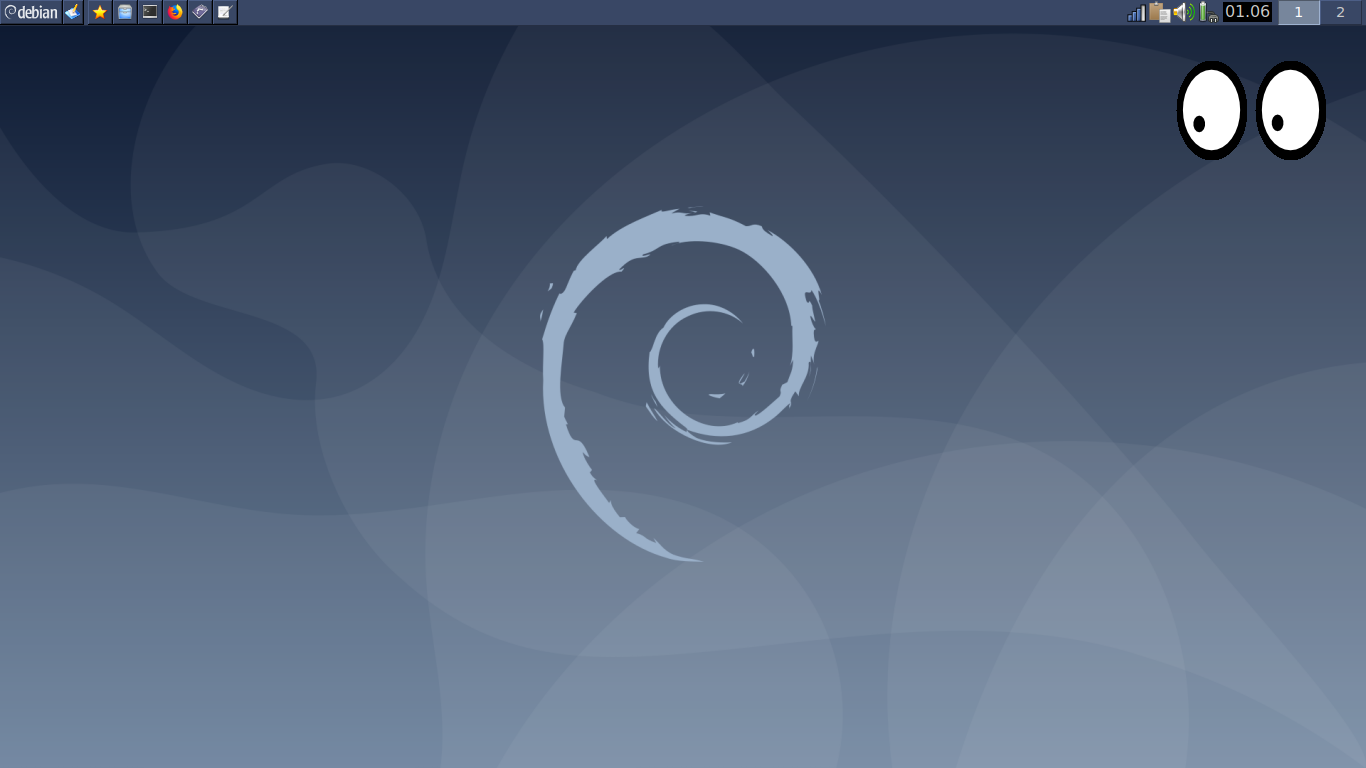
IceWM avec l'application Xeyes sur Debian Buster
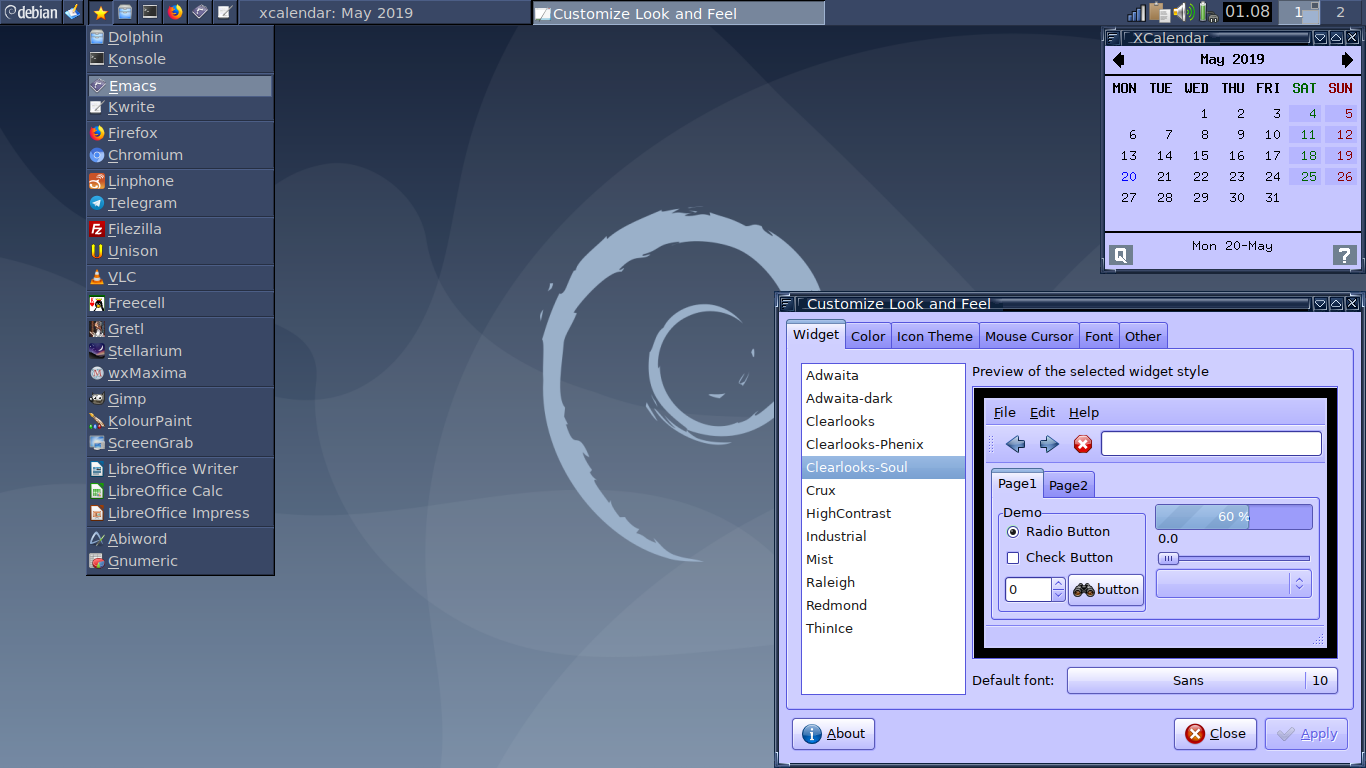
IceWM en action
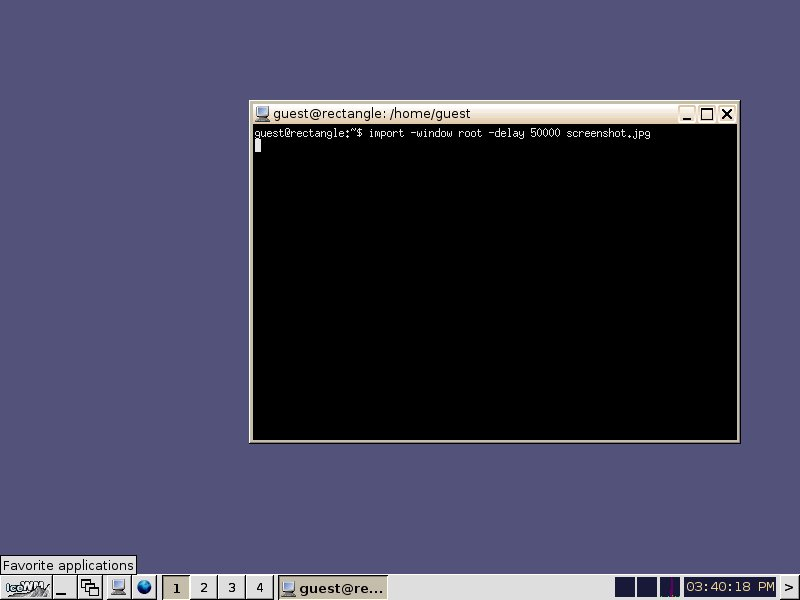
IceWM, avec le thème IceDesert
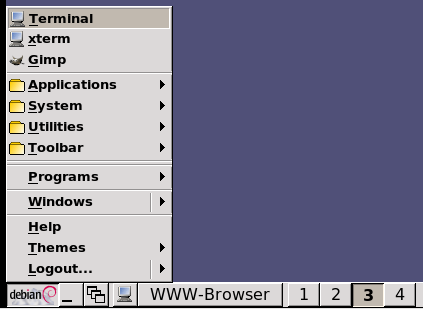
Le menu démarrage IceWM ressemble à celui de Windows 95.
- IceWM 1.3 avec Xsession sur Debian 7 Linux
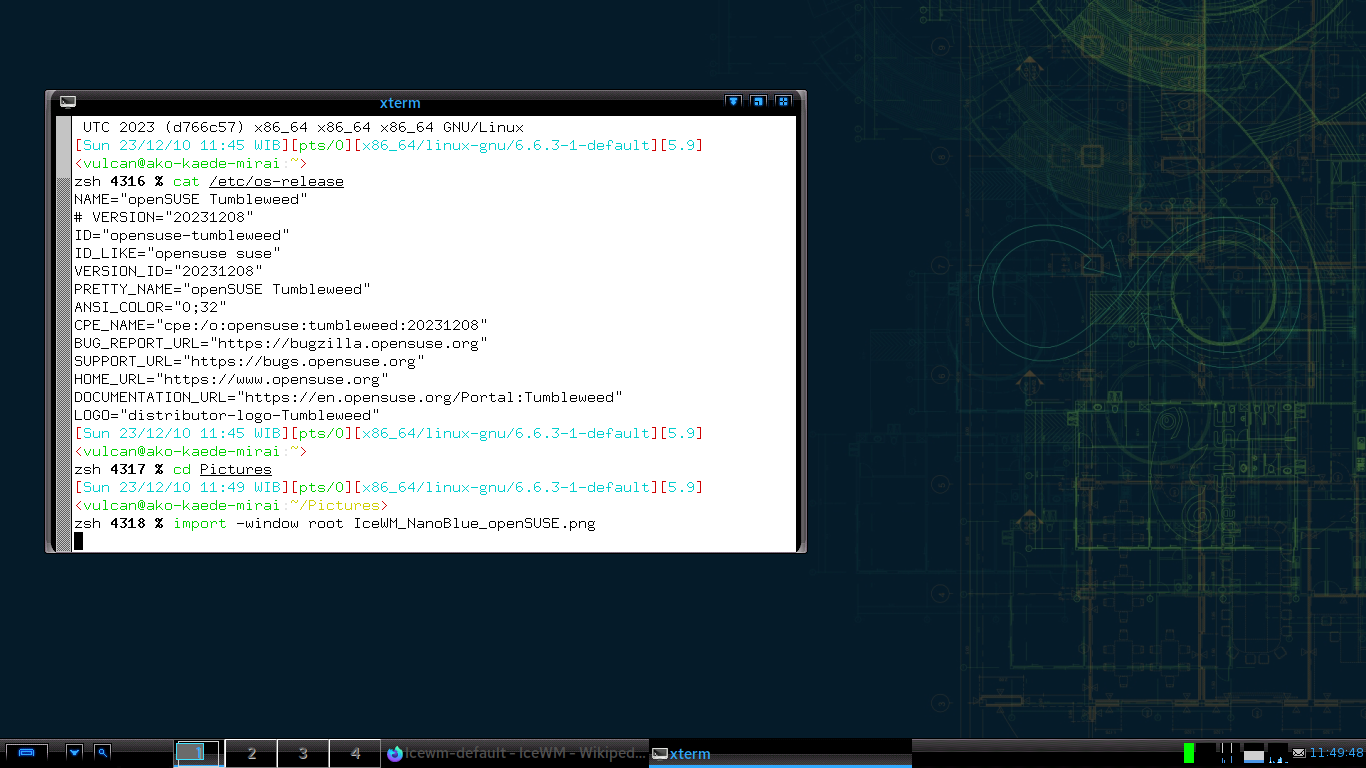
IceWM avec le thème NanoBlue sur openSUSE